# São Pedro do Piauí
São Pedro do Piauí este un oraș în Piauí (PI), Brazilia.